# Jim Walker (músic)
Jim Walker és un flautista i educador estatunidenc. És l'original Flauta Principal de la Filharmònica de Los Angeles, i el fundador del quartet de jazz Free Flight. Des de 1984, ha centrat la major part de la seva atenció en tocar jazz i la pedagogia sobre la flauta.